# Xã Wagendorf, Quận Hettinger, Bắc Dakota
Xã Wagendorf (tiếng Anh: Wagendorf Township) là một xã thuộc quận Hettinger, tiểu bang Bắc Dakota, Hoa Kỳ. Năm 2010, dân số của xã này là 17 người.